# L'anima del filosofo, ossia Orfeo ed Euridice
Pour les articles homonymes, voir Orphée (homonymie) et Eurydice (homonymie).
L'anima del filosofo, ossia Orfeo ed Euridice (L'âme du philosophe, ou Orphée et Euridice), Hob. 28/13, est un dramma per musica en quatre (ou cinq) actes composé par Joseph Haydn en 1791 sur un livret de Carlo Francesco Badini inspiré des livres IX et X des métamorphoses d'Ovide. Il s'agit du dernier opéra de Joseph Haydn, et du seul qu'il composa en dehors d'Esterháza. Le chœur y joue un rôle primordial.

## Circonstances de composition
En 1782, Sir John Gallini, un impresario anglais, engage sans succès une correspondance avec Haydn dans le but de l'attirer à Londres. En 1786, le Morning Post annonce que Gallini se trouve à Vienne « dans le seul but d'engager le célèbre Haydn comme compositeur d'opéra pour la prochaine saison ». Bien que Haydn se montre intéressé par l'offre et qu'il dicte ses conditions à Gallini dans une lettre datée du 19 juillet 1787, ce n'est qu'en 1790, à la mort de son employeur, le prince Nicolas Esterházy, que le projet peut se concrétiser. Le successeur de Nicolas, le prince Anton, permet alors à Haydn de quitter Esterháza et d'accepter de nouveaux engagements. Haydn se rend à Vienne, où il rencontre l'impresario et musicien Johann Peter Salomon, qui parvient à le convaincre de se rendre à Londres. Gallini commande et paie d'avance à Haydn la composition de L'anima del filosofo, dans le but de le présenter au King's Theatre, dont il est le directeur. Le théâtre est alors en reconstruction, à la suite de l'incendie de 1789. 
Au mois de mars 1791, Haydn écrit à Luigia Polzelli qu'il a « déjà fini le deuxième acte [de L'anima del filosofo] mais [qu']il y en a cinq dont les derniers très courts ». Malgré le fait que le roi George III soutienne le rival du King's Theatre, le Pantheon Theatre, et affirme qu'un seul théâtre présentant des opéras italiens soit suffisant à Londres, Haydn poursuit la composition de L'anima del filosofo. Or, Gallini ne parvient pas à obtenir du roi et du parlement la permission nécessaire pour présenter l'œuvre au King's Theatre. Conséquemment, sa création, qui devait avoir lieu en mai 1791, est annulée. L'anima del filosofo n'est jamais créé en totalité du vivant de Haydn.
Bien qu'il soit fait mention de cinq actes dans la lettre de Haydn à Luigia Polzelli, la structure en quatre actes qui nous est parvenue de L'anima del filosofo forme en elle-même un tout suffisamment complet et cohérent pour que H.C. Robbins Landon émette l'hypothèse que Badini et Haydn aient pu condenser les trois derniers actes en deux actes. 

### Distribution partielle prévue pour la création de mai 1791
Dans une lettre datée de janvier 1791 et adressée au prince Anton Esterházy, Haydn fait mention des chanteurs prévus pour la création de L'anima del filosofo.
Le rôle d'Euridice (prima donna) aurait été joué par la soprano Rosa Lops. Originaire de Munich, Rosa Lops était une élève de la chanteuse napolitaine Regina Mingotti. À la suite d'une répétition de l'opéra Pirro de Paisiello au King's Theatre, Le Morning Chronicle de février 1791 la décrit comme « une chanteuse bonne et accomplie », ayant « toutes les qualités sauf la jeunesse et la beauté ». Dans une lettre à Luigia Polzelli, Haydn affirme toutefois que Rosa Lops « est une oie, et [qu'il se passera] de ses services » dans L'anima del filosofo. 
La seconda donna (Baccante?) aurait été la soprano Theresa Poggi-Cappelletti.
Le rôle d'Orfeo (primo uomo) aurait été joué par le célèbre ténor Giacomo Davide, originaire de Presezzo.
Les rôles de Genio et de Creonte auraient été joués par un castrat n'ayant « rien de très spécial ». Celui-ci aurait donc chanté à la fois un rôle de soprano et un rôle de baryton. Marc Vignal suggère qu'il aurait pu s'agir d'un certain Neri, que Haydn décrit dans une note de 1794 comme un « povero castrato ».

### Création
L'anima del filosofo est créé le 9 juin 1951 au Teatro della Pergola à Florence, sous la direction d'Erich Kleiber. Les rôles principaux sont chantés par Maria Callas (Euridice), Boris Christoff (Creonte), Julanna Farkas (Genio) et Thyge Thygesen (Orfeo).

## Argument
Le livret de L'anima del filosofo est basé sur le mythe d'Orphée.

## Langage musical
Dans une lettre datée de décembre 1787 et adressée à Franz Rott, un dignitaire de Prague, Haydn écrit:
Vous me demandez un opéra buffa; volontiers, si vous souhaitez posséder pour vous seul une de mes œuvres vocales. Mais s'il s'agit de la présenter sur le théâtre de Prague, je ne saurais pour cette fois vous être agréable, car mes opéras sont tous destinés à notre personnel à nous (à Estherház en Hongrie), et ne produiraient jamais l'effet calculé par moi en fonction de conditions locales. La question changerait du tout au tout si j'avais le bonheur insigne de mettre en musique pour votre théâtre un tout nouveau livret.

### Récitatifs

#### 6a. «Dov'è, dov'è l'amato bene?»
Texte original italien:
Dov'è, dov'è l'amato bene? Sostenetemi. Oh pene! Come i flutti di Lete già l'onda mia vital lenta si muove. Ah, mai piú sventurata, non potró rimirar il mio tesoro! M'abbandona il respiro; io manco, io moro.
Traduction française:
Où est-il? Où est mon bien-aimé? Soutenez-moi. Oh peine! Pareil aux flots du Léthé, déjà le cours de ma vie lentement s'écoule. Ah, jamais plus, malheureuse, je ne pourrai contempler mon trésor! Le souffle m'abandonne; je défaille, je meurs.
Instrumentation:
Deux hautbois, deux bassons, deux cors, cordes et continuo.
Tonalité:
Si bémol majeur; cadence finale en mi bémol majeur.

## Rôles
| Rôle            | Type de voix | Première distribution, 9 juin 1951 (Chef d'orchestre: Erich Kleiber) |
| --------------- | ------------ | -------------------------------------------------------------------- |
| Orfeo           | ténor        | Thyge Thygesen                                                       |
| Euridice        | soprano      | Maria Callas                                                         |
| Plutone         | basse        | Mario Frosini                                                        |
| Creonte         | basse        | Boris Christoff                                                      |
| Baccante        | soprano      | Liliana Poli                                                         |
| Genio           | soprano      | Julanna Farkas                                                       |
| Primo corista   | basse        | Camillo Righini                                                      |
| Secondo corista | basse        | Gino Orlandini                                                       |
| Terzo corista   | basse        | Edio Peruzzi                                                         |
| Quarto corista  | ténor        | Lido Pettini                                                         |
| Quinto corista  | soprano      | Gino Sarri                                                           |

## Instrumentation
Deux flûtes, deux hautbois, deux cors anglais, deux clarinettes, deux bassons, deux cors, deux trompettes, deux trombones, timbales, harpe solo, cordes et continuo.

## Enregistrements
| Chef d'orchestre    | Étiquette et année   | Interprètes |
| ------------------- | -------------------- | --- |
| Hans Swarowsky      | Haydn Society, 1950  | Herbert Handt (Orfeo) Judith Hellwig (Euridice) Alfred Poell (Creonte) Hedda Heusser (Genio) Walter Berry (Plutone)                      |
| Richard Bonynge     | Myto, 1967           | Nicolai Gedda (Orfeo) Joan Sutherland (Euridice) Spiro Malas (Creonte) Mary O'Brian et Joan Sutherland (Genio) Walter Bachmann (Plutone) |
| Michael Schneider   | Harmonia Mundi, 1990 | Christoph Prégardien (Orfeo) Marilyn Schmiege (Euridice) Gotthold Schwarz (Creonte) Claron McFadden (Genio) Kees Jan de Koning (Plutone) |
| Leopold Hager       | Orfeo, 1992          | Robert Swensen (Orfeo) Helen Donath (Euridice) Thomas Quasthoff (Creonte) Sylvia Greenberg (Genio) Paul Hansen (Plutone)                 |
| Christopher Hogwood | L'Oiseau-Lyre, 1996  | Uwe Heilmann (Orfeo) Cecilia Bartoli (Euridice et Genio) Ildebrando d'Arcangelo (Creonte) Andrea Silvestrelli (Plutone)                  |
| Richard Bonynge     | Olympia, 1996        | Nikolai Doroshkin (Orfeo) Ludmilla Schilova (Euridice) Yuri Sarafanov (Creonte) Irina Abmanskaya (Genio) Alexander Prokhorov (Plutone)   |